# Бібліологічні вісті
Бібліологічні вісті — радянський щоквартальний науково-книгознавчий журнал, що видавався у 1923—1931 роках Українським науковим інститутом книгознавства у Києві за редакцією бібліографа, бібліотекознавця та книгознавця Юрія Меженка. Єдиний у той період у СРСР часопис практично з усіх галузей книгознавства. Також редакторами були С. Кондра, Т. Алексєєв та інші.

## Історія
У 1923 році перші два номери журналу були надруковані на машинці та, ймовірно, розмножені засобами малої поліграфії тиражем 25 і 30 примірників відповідно. Наступні два випуски мали тираж по 500 примірників. Титульного аркуша не було; назва журналу українською та французькою мовами, видавнича марка УНІКу (роботи Ю. Михайліва) та зміст розміщувалися у верхній частині першої сторінки. Із 1924 року тираж збільшено до 1 000 примірників; останній номер — 1 122 примірники.
У 1924 році в часописі анонсувалася його програма: «Статті та інші праці з питань теоретичного і прикладного книгознавства: Історія книги. Журналістика. Історія преси. Законодавство про друк. Історія цензури. Теоретична бібліографія. Бібліографічні покажчики по різних галузях життя та знання. Бібліотекознавство. Бібліопсихологія. Бібліофілія. Екслібрис. Манускрипти. Рідкісні видання. Видавнича та книгарська справа. Теорія та практика друкарського мистецтва. Хроніка бібліологічного життя на Україні та за кордоном».
У вересні 1928 року редколегія ухвалила рішення надалі подавати в журналі резюме всіх статей німецькою мовою.
Журнал припинив вихід у 1931 році з  фінансових та ідеологічних причин. Частина матеріалів залишилася неопублікованою. Видання зазнавало критики за ретроспективну тематику та співпрацю з еміграцією, а згадки про нього тривалий час були відсутні. Із 1970-х років почалося поступове наукове визнання. Більшість примірників було знищено, тому журнал є бібліографічною рідкістю. У 1999–2000 роках Львівська національна наукова бібліотека ім. В. Стефаника перевидала всі номери фототипічним способом.

## Вміст
Разом із професійними питаннями у журналі висвітлювалися проблеми теорії та історії книги, бібліографії та бібліотекознавства, поточні книжкові видання тощо. Публікували статті, присвячені творчості українських письменників та поетів Т. Шевченка, П. Куліша, І. Манжури, М. Гоголя, М. Коцюбинського та інших. До співпраці було залучено М. Зеров, О. Дорошкевич, М. Возняк, В. Леретц, С. Маслов та інші.
Матеріали журналу охоплювали широкий спектр тем, зокрема діяльність українських бібліотек (передусім ВБУ), професійних товариств, еміграційних об'єднань і бібліотек діаспори, УНІКу, фахових з'їздів, іноземних бібліотек, видавництв і періодики. Публікували рецензії, огляди виставок, біографічні статті, дослідження з історії українського та єврейського друкарства, матеріали з бібліотечної освіти, видавничої справи, поліграфії, класифікації, книгознавства, бібліофільства, авторського права. Вміщували документи органів управління книжковою сферою, праці з бібліографознавства, бібліографічного опису стародруків, огляди фондів і періодики. Деякі випуски були тематичними: 1924 — до 350-річчя українського книговидання, № 3 (1926) — Г. Нарбуту, № 3 (1927) — М. Гоголю.

## Статистика
Протягом восьми років у журналі опубліковали 987 матеріалів, зокрема 526 статей, рецензій, оглядів і хронік, авторства 166 осіб; багато публікацій були анонімними.
Найактивніше публікувалися Т. Алексєєв, Ю. Меженко, М. Іванченко, С. Кондра, В. Ігнатієнко, М. Русинов, Й. Залевський, С. Боровий, А. Артюхова-Іванова, Д. Балика, Л. Биковський.

## Оцінки
За оцінкою УБЕ, багато статей «й дотепер мають наукову цінність і є достовірним джерелом» з історії українського книгознавства, бібліотечної справи та бібліографії.